# IC 1014
IC 1014 — галактика типу SBdm (карликова спіральна витягнута галактика) у сузір'ї Волопас.
Цей об'єкт міститься в оригінальній редакції індексного каталогу.